# Islay
Islay (wym. /ˈʌɪlə/; gael. Ìle) – jedna z wysp Hebrydów Wewnętrznych, na południowy zachód od wyspy Jura, od której dzieli ją cieśnina Islay. Obszar 606 km². Jest to zarazem jeden z 6 tradycyjnych szkockich regionów produkcji whisky. Obecnie na wyspie działa 9 destylarnii: Ardbeg, Bowmore, Bruichladdich, Bunnahabhain, Caol Ila, Kilchoman, Lagavulin, Laphroaig i Ardnahoe. Najbardziej znaną zamkniętą destylarnią sprzedającą nadal swój produkt jest Port Ellen.
Na wyspie zlokalizowane są dwie latarnie morskie należące do Northern Lighthouse Board: latarnia morska Ruvaal (z 1859 roku) położona na północnym krańcu wyspy, oraz latarnia morska Rinns of Islay (z 1825 roku), położona na zachodnim krańcu wyspy.